# Simulium mengense
Simulium mengense är en tvåvingeart som beskrevs av Vajime och Dunbar 1979. Simulium mengense ingår i släktet Simulium och familjen knott. Inga underarter finns listade i Catalogue of Life.